# Weragati
Weragati is een bestuurslaag in het regentschap Majalengka van de provincie West-Java, Indonesië. Weragati telt 3605 inwoners (volkstelling 2010).